# Лисичанская улица (Москва)
Лисича́нская у́лица — улица в южном округе Москвы в районе Бирюлёво Восточное от улицы Тюрина до Нижнего Царицынского пруда. Все дома имеют индекс 115516.

## Происхождение названия
Названа по городу Лисичанск в связи с расположением на юге Москвы.

## История
До 1968 года носила название — улица Шкулёва, в честь поэта Филиппа Степановича Шкулёва, относилась к дачному посёлку Ленино.

## Здания и сооружения
- д. 3 — Средняя детская юношеская спортивная школа олимпийского резерва № 44 (СДЮСШОР № 44)[3]
- д. 16 — ГУП Специальная научно-реставрационная производственная мастерская № 3[4]

## Транспорт
Вблизи Лисичанской улицы располагается станция «Царицыно» Курского направления МЖД, рядом с которой проходят автобусы м82, с854 (вместо упразднённых 21.11.2021 маршрутов № 151 и 151к).